# Hockeria ishiii
Hockeria ishiii är en stekelart som först beskrevs av Akinobu Habu 1960.  Hockeria ishiii ingår i släktet Hockeria och familjen bredlårsteklar. Inga underarter finns listade i Catalogue of Life.